# 羅興亞民族議會
羅興亞民族議會，是一個總部設在英國倫敦的羅興亞人代表大會，成立於1998年11月28日。
主席是仰光大學畢業的前律師努諾·伊斯蘭，目標是討論在緬甸的羅興亞人人權問題。